# Csesztve
Csesztve är en ort (by) i provinsen Nógrád i norra Ungern. Orten har 326 invånare (2024), på en yta av 16,25 km². Den ligger cirka 7 kilometer söder om Balassagyarmat.